# Seznam nemških astrologov
Seznam nemških astrologov.

## A
- Heinrich Cornelius Agrippa

## C
- Martin Chemnitz

## E
- Reinhold Ebertin¸

## F
- Johann Georg Faust

## K
- Johannes Kepler

## M
- Philipp Melanchthon
- Franz Mesmer

## R
- Regiomontanus

## S
- Johannes Stöffler